# Martin Molz
Martin Molz (* 22. Dezember 1971 in Traben-Trarbach) ist ein ehemaliger deutscher Fußballspieler.

## Karriere
Nach den Stationen SV Oberkirn, TuS Jahn Argenthal und SC Idar-Oberstein wechselte der Defensivspieler Martin Molz 1998 ablösefrei als Vertragsamateur zum 1. FC Nürnberg. Am 24. Oktober 1998 bestritt er sein erstes und einziges Bundesligaspiel für den FCN, als er im Spiel gegen den VfB Stuttgart (2:2) in der 70. Minute eingewechselt wurde. Hauptsächlich spielte er in der Oberliga Bayern für die Amateure des 1. FC Nürnberg (32 Spiele).
Zur Saison 1999/2000 wechselte er zum Regionalligisten 1. FC Saarbrücken. In seiner ersten Saison im Saarland stieg er mit dem FCS in die 2. Bundesliga auf und gewann den Saarlandpokal. Trainer Klaus Toppmöller setzte Molz in der Aufstiegssaison in 35 Partien ein. In der folgenden Zweitligasaison, die mit dem achten Tabellenplatz endete, verlor er seinen Stammplatz. 2001 verließ er Saarbrücken und ging in die Regionalliga Süd zur SV Elversberg. Dort spielte er sechs Jahre. Zur Saison 2007/08 kehrte er zum SC Idar-Oberstein in die Oberliga Südwest zurück. Nach acht Spielen (ein Tor) beendete er seine aktive Karriere nach der Spielzeit.

## Statistik
| Liga          | Spiele (Tore) |
| ------------- | ------------- |
| Bundesliga    | 001 (0)       |
| 2. Bundesliga | 015 (0)       |
| Regionalliga  | 193 (3)       |
| Oberliga      | 098 (4)       |
| Wettbewerb    |               |
| DFB-Pokal     | 002 (0)       |

## Erfolge
- Saarlandpokalsieger: 2000

## Sonstiges
Seit dem 1. Juli 2024 ist Martin Molz Teammanager seines ehemaligen Vereins SC Idar-Oberstein. 